# Montreal (groupe)
Pour les articles homonymes, voir Montréal (homonymie).
Montreal est un groupe de punk rock allemand, originaire de Hambourg.

## Biographie
Montreal est formé à la fin 2003, et donne son premier concert le 21 décembre à Vienne. Le nom de Montréal est l'idée du batteur Max Power. En 2004, il donne sa première série de concerts en étant la première partie de Pyogenesis puis une tournée avec les Alternative Allstars.
En 2005, le premier album Alles auf Schwarz sort chez Hamburg Records. L'introduction et la fin du disque sont des textes récités par Oliver Rohrbeck, l'acteur principal de la pièce radiophonique Les Trois Jeunes Détectives. Le deuxième single Solang die Fahne est diffusé sur MTV et VIVA. Le groupe fait une tournée avec Sondaschule, Loikaemie, Bombshell Rocks et EL*KE. Après des concerts avec Spittin' Vicars, The Go Faster Nuns, ZSK, Randy ou Bloodhound Gang en Roumanie, Bulgarie, Macédoine, Italie, Allemagne ou Pologne, le groupe entre en studio et enregistre le deuxième album Die schönste Sprache der Welt qui est présenté lors d'une tournée en 2007 en Russie. Dans le cadre de la promotion, il tourne en Allemagne, joue en première partie de Samiam et voyage avec Bloodhound Gang en Allemagne, en Écosse, en Irlande et en Belgique. Montreal va aussi en Estonie et en Russie, où ses clips sont diffusés.
Montreal fait paraître le troisième album nommé comme le groupe le 25 septembre 2009 ; un EP Zwischen Tür und Angel était sorti auparavant le 26 juin. D'automne 2009 au printemps 2011, Montreal donne une centaine de concerts en Allemagne et à l'étranger, est tête d'affiche du Rock am Ring Warm Up Party. À la fin 2010, le groupe accompagne Slime pour la tournée de sa reformation en Allemagne et en Autriche. En 2011, le groupe quitte Hamburg Records et va en studio à l'automne avec le producteur Sascha Höhm pour enregistrer son quatrième album. Peu avant la tournée de Neues aus der Hobbythek, sort en mars 2012 le double-single Das falsche Pferd/Neues aus der Hobbythek. Le 18 mai 2012, l'album Malen nach Zahlen sort chez Amigo Records. Pendant la tournée qui suit et dure dix-huit mois, le groupe joue avec Royal Republic, Madsen et Itchy Poopzkid. Immédiatement après la tournée anniversaire Barfuß und Lackschuh - 10 Jahre Montreal, durant laquelle le groupe joue pour la première fois dans des salles de 1 000 places à Hambourg, il rentre en studio pour le cinquième album. Avec Sascha Höhm de nouveau et Sebastian Blascke, le groupe enregistre à Cologne.
Nommé d'après une salle de Cologne, Sonic Ballroom sort le 15 août 2014. La tournée Zucker für die Affen va d'octobre 2014 à mars 2016 en Allemagne, en Autriche et en Suisse. En outre, il fait plusieurs concerts avec Madsen entre octobre 2015 et février 2016. Lors d'un voyage organisé par l'ONG Viva con Agua, le groupe donne deux concerts à Addis-Abeba. Schackilacki, le sixième album du groupe, sortira le 23 juin 2017.

## Membres
- Hirsch - chant, basse
- Yonas - chant, guitare
- Max Power - batterie

## Discographie

### Démo
- 2004 : Advance (Hamburg Records)

### Albums studio
- 2005 : Alles auf Schwarz (Hamburg Records)
- 2007 : Die schönste Sprache der Welt (Hamburg Records)
- 2009 : Montreal (Hamburg Records)
- 2012 : Malen nach Zahlen (Amigo Records)
- 2014 : Sonic Ballroom (Amigo Records)
- 2017 : Schackilacki (Amigo Records)

### EP
- 2004 : Advance (Hamburg Records)
- 2009 : Zwischen Tür und Angel (Hamburg Records)
- 2012 : Das falsche Pferd / Neues aus der Hobbythek (Amigo Records ; double-single)